# Юко
Юко Yūkō (яп. ゆうこう) — це японський цитрус, який зустрічається в префектурі Нагасакі та префектурі Саґа в Японії. Генетичний аналіз показав, що це складний гібрид між Citrus kinokuni і Citrus leiocarpa, та частково Citrus tachibana, що родом з Японії.

## Використання
Деякі рослини мають плоди з високим вмістом цукру, і їх можна вживати в сирому вигляді. Крім того, широко використовують для виготовлення оцту, приправ, ароматизаторів тощо.

## Галерея

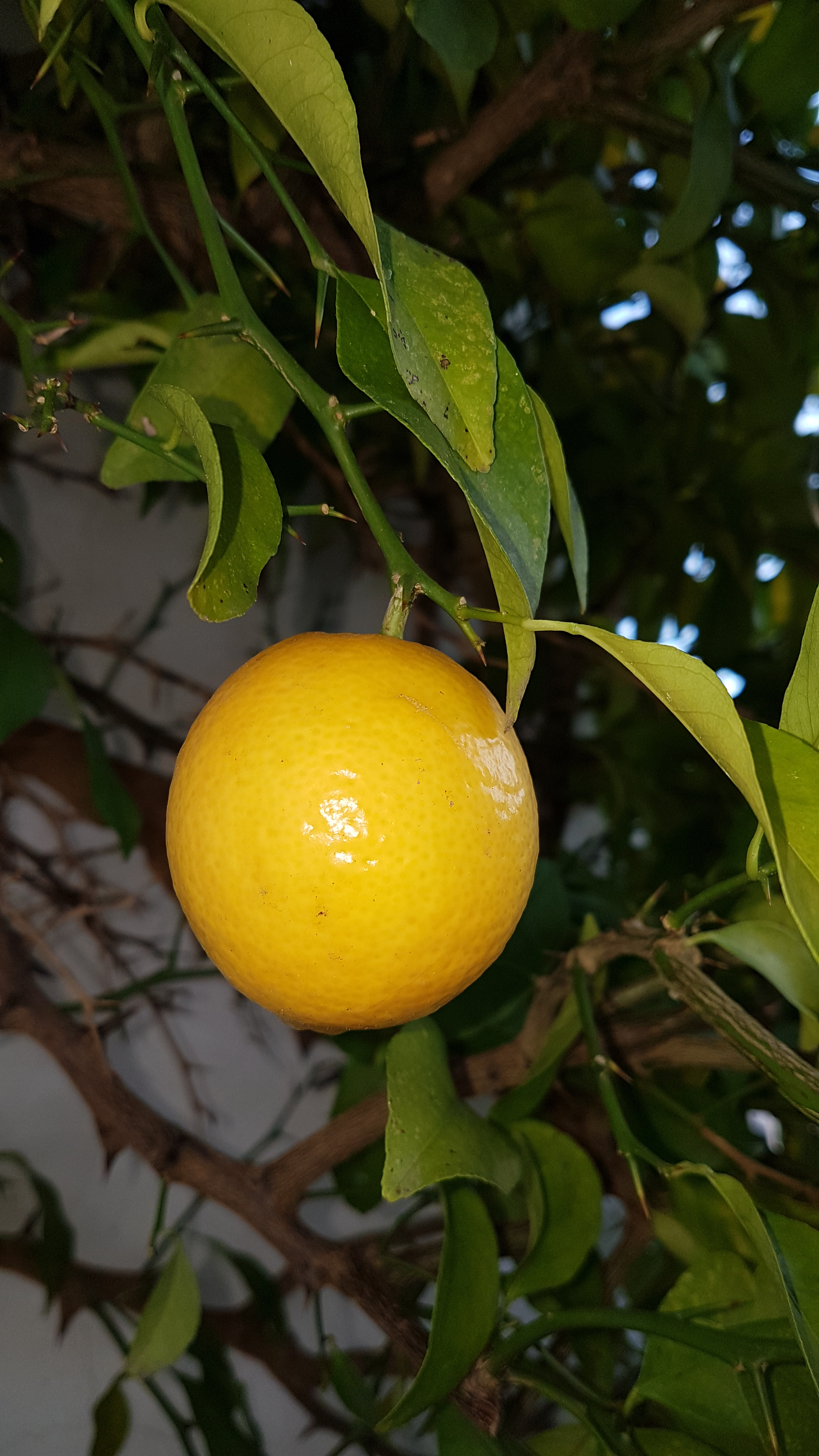
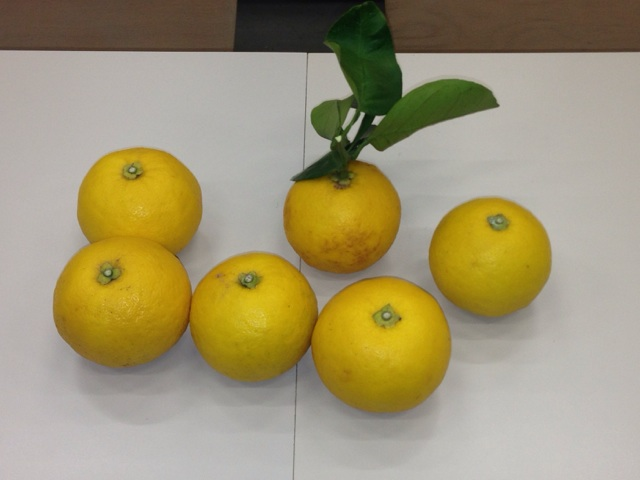
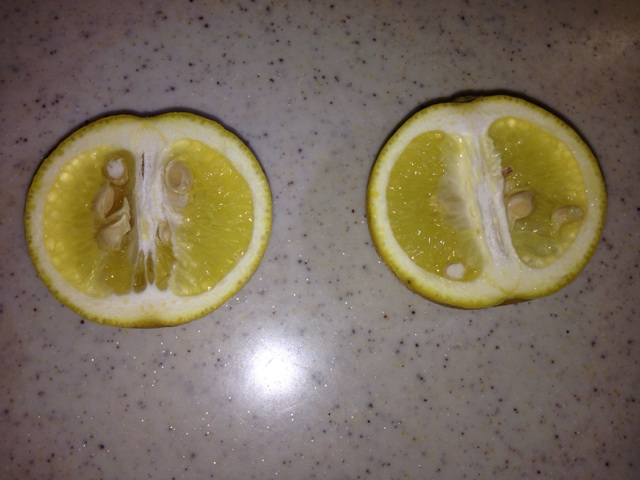